# Челере
Челере (итал. Cellere) је насеље у Италији у округу Витербо, региону Лацио.
Према процени из 2011. у насељу је живело 1186 становника. Насеље се налази на надморској висини од 359 м.

## Становништво
Према резултатима пописа становништва 2011. у општини је живело 1.230 становника.
| 1936. | 1951. | 1961. | 1971. | 1981. | 1991. | 2001. | 2011. |
| ----- | ----- | ----- | ----- | ----- | ----- | ----- | ----- |
| 2.352 | 2.256 | 2.058 | 1.852 | 1.651 | 1.437 | 1.301 | 1.230 |